# Pat Le Guen
Pour les articles homonymes, voir Le Guen.
Patrick Le Guen, dit Pat Le Guen, ou parfois Pat Le Guen-Tenot, voire Patrick Tenot est un réalisateur français d'émissions télévisées, de clips musicaux, de fictions et de concerts né le 26 mai 1947,.

## Biographie
Il commence sa carrière dans les années 1970, comme assistant de Jean-Christophe Averty qui le forme au métier de réalisateur. Il réalise  à partir de 1982 Les Enfants du rock, et l'émission musicale Platine 45 sur Antenne 2, présentée par Jacky, qui rencontre un vif succès et qui avait la particularité de réaliser ses propres clips pour le besoin de l'émission.
Présenté par Jacky à Jean-Luc Azoulay, il deviendra ensuite le réalisateur attitré du Club Dorothée sur TF1 pendant près de dix ans, apparaissant de nombreuses fois à l'antenne et se mettant lui-même en scène dans certains sketchs. À ce titre il est également le réalisateur de nombreux clips des chansons.
Après l'arrêt du Club, il réalisera plusieurs fictions, dont les Vacances de l'amour, Island détectives, Le Groupe, le G.R.E.C., sur TF1 et l'Instit sur France 2. Il collabore avec la chaîne de la TNT IDF1 dont il a réalisé la soirée de lancement.
L'humoriste Jamel Debbouze — fan du Club Dorothée durant sa jeunesse — cite souvent « Pat Le Guen » lors d'émissions télévisées pour s'adresser aux réalisateurs.

## Principales réalisations
Concert
- 1986 : Indochine au Zénith de Paris
- 1988 : Dorothée Zénith 88
- 1990 : Dorothée Bercy 90
- 1992 : Dorothée Bercy 92
- 1994 : Dorothée Bercy 94
- 1996 : Dorothée Zénith 96
- 1996 : Dorothée Bercy 96
- 2010 : Dorothée Olympia 2010
- 2010 : Dorothée Bercy 2010

Émissions télévisées
- 1982-1986 : Platine 45 (Antenne 2)
- 1987-1995 : Jacky Show (TF1)
- 1988-1997 : Club Dorothée (TF1)
- 1990-1993 : Club Sciences (TF1)
- 1991-1995 : Terre, Attention, Danger (TF1)
- 1992-1996 : Le Noël de l'amitié (TF1)
- 1992 : Club Plus (TF1)
- 1993-1997 : Des millions de copains (TF1)
- 1993-1994 : Dorothée Rock'n'roll Show (TF1)
- 1997-2001 : Récré Kids (TMC)
- 2008 : Choisissez vos animateurs (IDF1)
- 2008-2009 : Pas de pitié pour le net (IDF1)
- 2010 : Dorothée en direct à Bercy (IDF1)

Fictions
- 1988-1991 : Pas de pitié pour les croissants (TF1)
- 1990 : Marotte et Charlie
- 1989 : Salut Les Musclés (TF1)
- 1996-2004 : Les Vacances de l'amour (TF1)
- 1997-2004 : L'Instit (France 2)
- 1999 : Island détectives (TF1)
- 2000 : Le G.R.E.C. (TF1)
- 2001 : Le Groupe (France 2)
- 2004-2005 : Les Monos  (France 2)
- 2005-2010 : SOS 18 (France 3)
- 2011-2013 : Les Mystères de l'amour (TMC)

## Autre
- 1980 : Participation au rallye Dakar en tant que copilote d'Yves Rénier avec Yves Géniès sur Toyota BJ, le trio (voiture n°160) fini à la 17e place[5],[6].